# Postać fikcyjna
Postać fikcyjna (łac. homo fictus) – wytwór wyobraźni autora, kreacja artystyczna, nieistniejąca w rzeczywistości osoba. Postacie fikcyjne mogą występować w dziele literackim, filmie, sztuce teatralnej lub innym dziele kultury, w grach komputerowych i fabularnych lub przekazach reklamowych. 

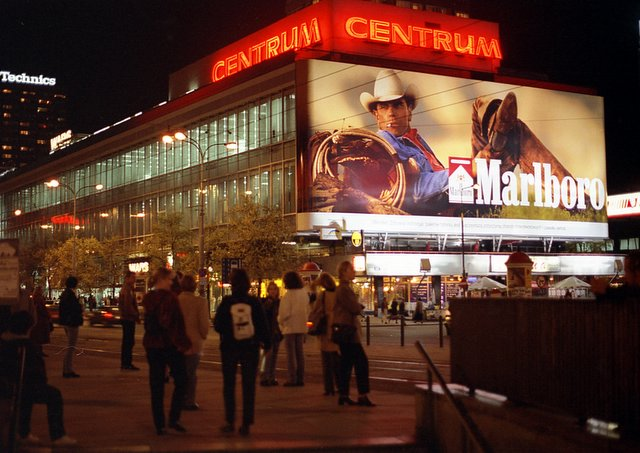
Marlboro Man na ścianie budynku Domów Towarowych "Centrum" w 2000 roku (obecnie Domy Towarowe Wars Sawa Junior) na ul. Marszałkowskiej 104/122 w Warszawie

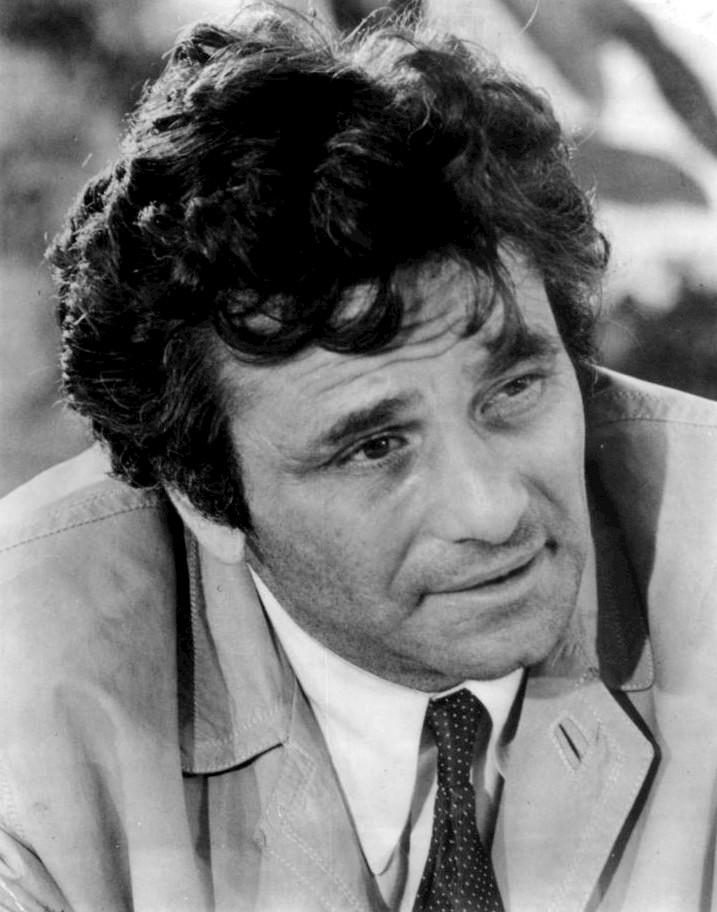
filmowy porucznik Columbo

Postacie fikcyjne mogą sprawiać wrażenie prawdziwych, gdyż autor nadaje im rys charakterologiczny, wygląd zewnętrzny, postawę moralną, poglądy, życie wewnętrzne itp. Ich dzieje mogą zostać przedstawione na tle prawdziwych wydarzeń historycznych lub w realnie istniejących miejscach.

## Cechy charakterystyczne postaci fikcyjnej
Postać należy uznać za fikcyjną, jeśli:
- Nie istniała w rzeczywistości,
- Znajduje się w dziele artystycznym, posiadającym autora,
- Autor nadał jej cechy wyglądu i charakteru,
- Wszystkie informacje o danej postaci pochodzą wyłącznie z dzieła lub dzieł artystycznych,
- Do stworzenia postaci niezbędna była wyobraźnia autora.

## Wpływ na kulturę masową
Postacie fikcyjne wywierają silny wpływ na kulturę społeczną i masową. Niektóre mogą stać się ikonami popkultury, np. Tarzan, Superman. Inne stają się symbolem pewnych właściwości, które zostały im nadane przez autora, np. Sherlock Holmes symbolizuje inteligentnego detektywa. Postacie fikcyjne mogą być powszechnie rozpoznawalne, dzięki kilku właściwym im cechom, które utrwaliły się w świadomości społecznej, np. dziewczynka w czerwonym ubraniu, błądząca po lesie, kojarzona jest z Czerwonym Kapturkiem.
Autorzy leksykonu 101 najbardziej wpływowych osób, które nigdy nie istniały za najbardziej wpływowe uznali następuje postacie fikcyjne:
1. Marlboro Man – mężczyzna z reklam papierosów marki Marlboro, który zachęcił do palenia papierosów miliony ludzi na całym świecie.
2. Wielki Brat – postać z powieści Orwella.
3. Król Artur – legendarny władca Brytów.
4. Święty Mikołaj – postać z kultury masowej rozdająca dzieciom prezenty.
5. Hamlet – bohater dramatu Szekspira.
6. Frankenstein – bohater powieści Mary Shelley.

## Prawa autorskie do postaci fikcyjnych
Postać fikcyjna podlega ochronie prawnej na ogólnych zasadach prawa autorskiego, co oznacza, że prawa autorskie do postaci fikcyjnej przynależą autorowi dzieła, zaś posłużenie się bohaterem bez zgody autora może być traktowane jako naruszenie autorskiego dobra osobistego. W praktyce prawnej ochrona prawnoautorska przynależy głównie tym postaciom fikcyjnym, które są wystarczająco dobrze nakreślone i pełnią kluczowe role w utworze. 